# Margita Figuli
Margita Figuli, född 2 oktober 1909 i Vyšný Kubín, död 27 mars 1995 i Bratislava, var en slovakisk författare.
Hon började sin karriär som engelsk korrespondent på Tatra banka, men avskedades 1941 efter att en litteraturtidskrift hade publicerat en antikrigsberättelse hon skrivit. Efter detta verkade hon som författare på heltid. Hon skrev ett flertal böcker för vuxna och barn. Hennes litteratur beskrivs som naturalistisk.

### Prosa
- 1936: Uzlík tepla
- 1937: Pokušenie
- 1940: Tri gaštanové kone
- 1942: Tri noci a tri sny
- 1946: Babylon
- 1948: Zuzana
- 1973: Rebeka
- 1974: Víchor v nás

### Barn- och ungdomslitteratur
- 1956: Mladosť
- 1963: Môj prvý list
- 1964: Ariadnina niť
- 1980: Balada o Jurovi Jánošíkovi